# 박영진 (바둑 기사)
박영진(朴英眞, 1961년 5월 26일 ~ )은 대한민국의 아마추어 바둑 기사 7이다.

## 약력
- 83년 제10회 착초배 전국아마최강자전 우승
- 84년 제11회 학초배 전국아마최강자전 우승
- 92년 제10회 전국아마대왕전 우승
- 98년 98 천리안배 우승
- 99년 한중 아마대왕전 한국대표 출전 우승